# Leptictida
Los leptíctidos (Leptictida, del griego leptos iktis "comadreja pequeña/esbelta") son un orden extinto de mamíferos euterianos que vivieron en el holártico desde finales del Cretácico Superior hasta finales del Oligoceno inferior. De acuerdo con los estudios cladísticos, pueden estar (lejanamente) relacionados con Euarchontoglires (Rodentia, Primates y sus parientes), aunque, más a menudo, son considerados como la primera rama en separarse de los euterios basales.

## Descripción
Los leptíctidos son un ejemplo característico de los mamíferos no-especializados que tomaron parte en la radiación evolutiva del Cretácico-Paleoceno, originalmente insertos en el Orden Insectivora. Se extinguieron durante el Oligoceno y sus arcaicos cráneos y dentición, hacen difícil determinar sus relaciones con otros grupos. Lo que se sabe de la anatomía postcranial leptictida y estilo de vida, se ha deducido a partir de especímenes de Leptictidium preservados desde el Eoceno Medio y encontrados en Messel, Alemania.

## Clasificación
- Orden Leptictida
  - Familia Didymoconidae
    - Género Ardynictis
    - Género Didymoconus
    - Género Hunanictis
    - Género Kennatherium
    - Género Zeuctherium

  - Familia Gypsonictopidae
    - Género Gypsonictops
    - Género Sailestes?

  - Familia Kulbeckiidae
    - Género Kulbeckia

  - Familia Leptictidae
    - Género Amphigyion
    - Género Gallolestes
    - Género Labes
    - Género Lainodon
    - Género Leptonysson
    - Género Palaeictops
    - Género Praolestes
    - Género Wania
    - Subfamilia Leptictinae
      - Género Blacktops
      - Género Ictopidium
      - Género Leptictis
      - Género Myrmecoboides
      - Género Ongghonia
      - Género Prodiacodon
      - Género Protictops

  - Familia Pseudorhyncocyonidae[1]
    - Género Diaphyodectes
    - Género Fordonia
    - Género Phakodon
    - Subfamilia Pseudorhyncocyoninae
      - Género Leptictidium
      - Género Pseudorhyncocyon

Cladograma resumido.
```
--o Orden Leptictida 
McKenna, 1975
 (†)
 | |-- Género 
Gallolestes
 
Lillegraven, 1976
 (†)
 | |-- Género 
Labes
 
Sigé, 1992
 (†)
 | |-- Género 
Lainodon
 
Gheerbrant & Astibia, 1994
 (†)
 | |-- Género 
Praolestes
 
Matthew 
et al
., 1929
 (†)
 | |-- Género 
Wania
 
Wang, 1995
 (†)
 | |-o Familia 
Didymoconidae
 
Kretzoi, 1943
 (†)
 | |-o Familia 
Gypsonictopidae
 
(van Valen, 1967)
 (†)
 | |-o Familia 
Kulbeckiidae
 
Nessov, 1993
 (†)
 | `-o Familia 
Leptictidae
 
Gill, 1872
 (†)
 `-o Superorden 
Preptotheria
 
(McKenna, 1975)
```